# Pigádia (Tritée, Achaïe)
Pigádia, en grec moderne : Πηγάδια, est un village du dème d'Érymanthe, district régional d'Achaïe, en Grèce-Occidentale.
Selon le recensement de 2011, la population du village s'élève à 93 habitants.